# Zwyczajny film
Zwyczajny film (org. Regular Show: The Movie) – amerykański film animowany z 2015 roku w reżyserii J.G. Quintela. Wyprodukowany przez Cartoon Network Studios. Film został stworzony na podstawie serialu Zwyczajny serial.
Premiera filmu w Stanach Zjednoczonych odbyła się 25 listopada 2015 roku na kanale Cartoon Network, zaś w Polsce 17 stycznia 2016 na antenie Cartoon Network.

## Fabuła
Wszechświat znajduje się na krawędzi zagłady. Jego losy zależą teraz od Mordechaja i Rigby'ego, którzy muszą odbyć podróż do przeszłości nie tylko, by ocalić świat, ale też swoją przyjaźń.

## Obsada
- J.G. Quintel jako Mordechaj i Duch Piątka
- William Saylers jako Rigby
- Sam Marin jako Benson, Papcio Maellard i Mitch „Atleta” Sorenstein
- Mark Hamill jako Hop
- Jason Mantzoukas jako zły trener siatkówki
- David Koechner jako dyrektor Dean
- Minty Lewis jako Ilena
- Roger Craig Smith jako Jablonski, Frank Smith, Fast Food Guy

## Wersja polska
Wersja polska: SDI Media Polska

Reżyseria: Joanna Węgrzynowska-Cybińska

Dialogi: Joanna Krejzler

W wersji polskiej udział wzięli:
- Piotr Bajtlik – Mordechaj
- Krzysztof Plewako-Szczerbiński – Rigby
- Jacek Król – pan Ross
- Przemysław Stippa – Benson
- Waldemar Barwiński – Papcio
- Michał Głowacki – Duch Piątka
- Agnieszka Kunikowska – Małgosia
- Miłogost Reczek – Hop
- Jakub Wieczorek – Atleta

W pozostałych rolach:
- Lidia Sadowa – Ilenka
- Stefan Knothe – dyrektor Dean
- Dariusz Odija –
  - Ojciec Czas,
  - Gino
- Marek Robaczewski –
  - Gene,
  - Sherm, tata Rigby'ego,
  - reporter TV
- Łukasz Węgrzynowski – Jabłoński
- Joanna Węgrzynowska-Cybińska –
  - Basia, mama Rigby'ego,
  - głos statku Rigby'ego,
  - uczennice
- Mikołaj Klimek –
  - Frank Smith,
  - mężczyzna na statku pana Rossa,
  - głos w grze wideo
- Artur Kaczmarski – Techmo
- Sebastian Machalski – jeden z siatkarzy

i inni
Lektor: Artur Kaczmarski